# Siergiej Szachowskoj
Siergiej Władimirowicz Szachowskoj (ur. 14 czerwca 1852, zm. 12 października 1894) – rosyjski urzędnik, gubernator estoński w latach 1885-1894.

## Życiorys
Pochodził z rodziny szlacheckiej z guberni twerskiej. Ukończył studia na Uniwersytecie Moskiewskim, po czym został zatrudniony w ministerstwie spraw zagranicznych, a następnie spraw wewnętrznych. Pracował w konsulacie rosyjskim w Dubrowniku (Raguzie). W czasie wojny rosyjsko-tureckiej (1877-1878) przeniósł się do Odessy, gdzie przyjmował rosyjską ambasadę ewakuowaną z Istambułu. Następnie udał się do Bukaresztu oraz Bułgarii, i tam wspomagał wysiłek wojenny Rosji, m.in. poprzez organizowanie punktów medycznych Czerwonego Krzyża. Po zakończeniu działań wojennych został zatrudniony w Ministerstwie Spraw Zagranicznych, jako zaś wysłannik Ministerstwa Spraw Wewnętrznych otrzymał zadanie zbadania problemu pogromów żydowskich, do których w tym czasie dochodziło w południowej Rosji.
W latach 1883–1885 był gubernatorem czernihowskim. 4 kwietnia 1885 został przeniesiony do guberni estońskiej.
Okres sprawowania przez Szachowskiego i jego następców obowiązków gubernatora był czasem najbardziej nasilonej rusyfikacji Estonii, zgodnie z ogólną polityką cara Aleksandra III. Postanowił zmusić lokalnych niemieckich urzędników do używania w korespondencji języka rosyjskiego. Przyczynił się do uchwalenia 14 września 1885 r. prawa regulującego zasady prowadzenia spraw i wymiany korespondencji urzędowej (Правила о производстве делъ и ведены переписки на русскомъ языке присутственными местами и должностными лицами Лифляндской, Эстляндской и Курляндской губершй), zgodnie z którym język rosyjski stał się na terenie guberni bałtyckich językiem urzędowym. Wbrew dominującym we władzach Tallinna Niemcom w czasie wyborów municypalnych popierał blok estońsko-rosyjski. Podjęto wówczas próbę nawrócenia na prawosławie chłopskiej ludności Estonii, pragnąc doprowadzić do powtórzenia sytuacji z lat 40. XIX w., gdy religię tę przyjęło ok. 47 tys. z nich. Szachowski rozwinął szereg inicjatyw na rzecz propagowania prawosławia. Uzyskał dotację rządową w wysokości 420 tys. rubli na cele budowy nowych cerkwi, rozpoczął prace przygotowawcze do budowy soboru św. Aleksandra Newskiego w Tallinnie; nie dożył jednak jej ukończenia. Wznowił również starania o budowę nowego monumentalnego soboru w robotniczej dzielnicy Narwy. Także w tym wypadku poświęcenie obiektu - soboru Zmartwychwstania Pańskiego - miało miejsce już po jego śmierci. 
Czynił starania na rzecz utworzenia odrębnej eparchii rewelskiej, której zwierzchnikiem zostałby Estończyk. Działania te nie zostały zakończone sukcesem z powodu sprzeciwu biskupa ryskiego, jak również różnic zdań wśród członków Świątobliwego Synodu Rządzącego w sprawie kandydata na biskupa rewelskiego, jak również co do sensowności samego powoływania nowej eparchii. W decydujący sposób przyczynił się do powstania żeńskiego Monasteru Piuchtickiego. 

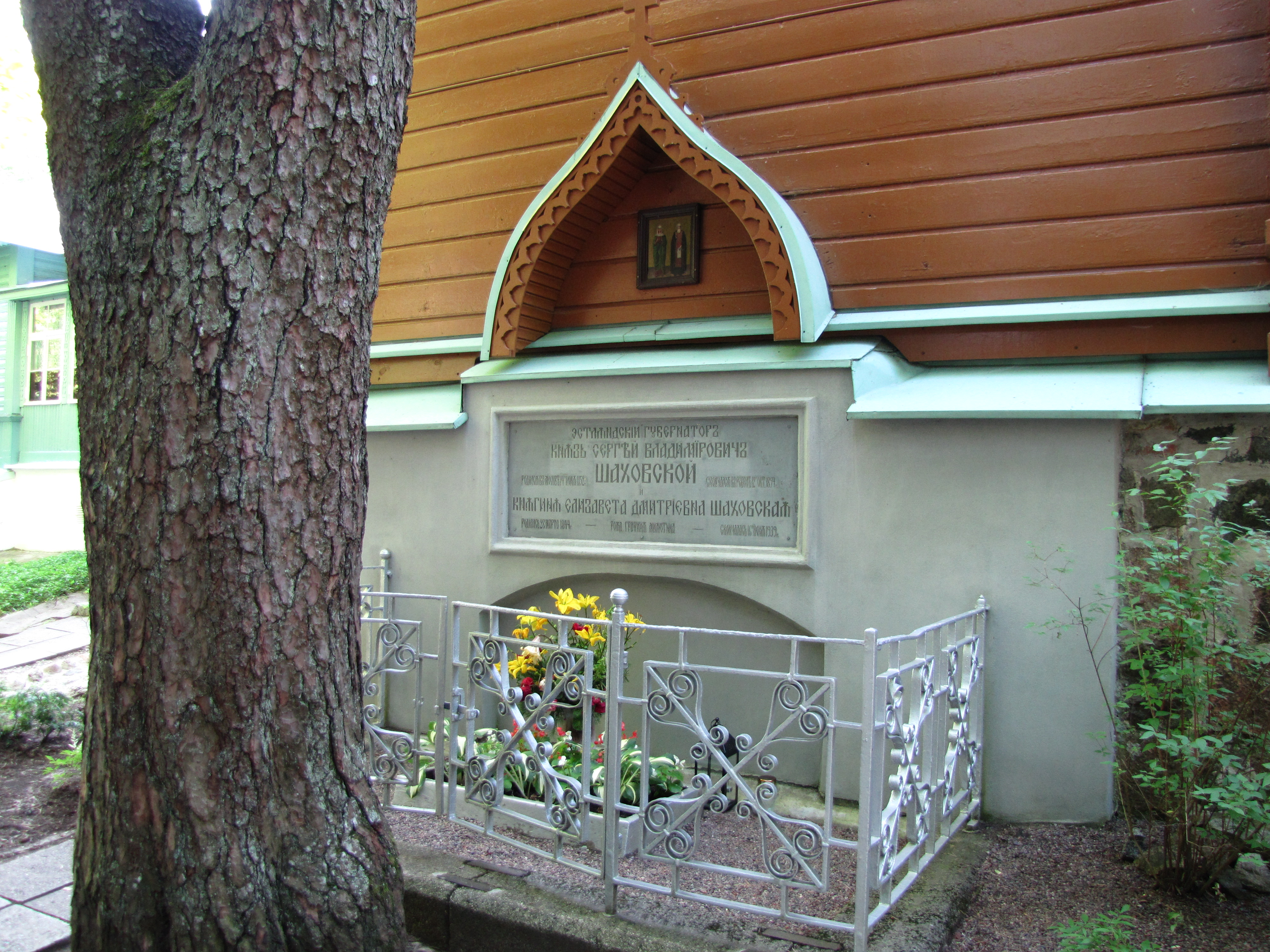
Grób małżonków Szachowskich

Siergiej Szachowskoj zmarł nagle w 1894 i zgodnie ze swoją wolą został pochowany na terenie letniej rezydencji w sąsiedztwie Monasteru Piuchtickiego. Wdowa po nim, Jelizawieta Szachowska (zd. Milutina) wzniosła na jego grobie cerkiew św. Sergiusza z Radoneża, która po jej śmierci w 1939, razem z domem, przeszła we władanie monasteru.